# Eupodauchenius luteocruciatus
Eupodauchenius luteocruciatus – gatunek kosarza z podrzędu Laniatores i rodziny Assamiidae. Jedyny znany przedstawiciel monotypowego rodzaju Eupodauchenius oraz całej podrodziny Eupodaucheniinae.

## Występowanie
Gatunek rozprzestrzeniony w rejonie Zatoki Gwinejskiej w Afryce. Wykazany dotychczas z Gabonu, Kamerunu, Wybrzeża Kości Słoniowej, Gwinei oraz wyspy Bioko.